# Robert Merrihew Adams
Robert Merrihew Adams (Bob Adams), född 1937, död 2024, var en amerikansk filosof inom områdena metafysik, religionsfilosofi och etik. 
Adams undervisade under många år på University of California, Los Angeles innan han bytte till Yale University där han som ordförande på nytt blåste liv i institutionen. Adams pensionerades runt 2005 och undervisade därefter sporadiskt vid Oxfords universitet i England.
Adams arbete har till stor del fokuserat på teologiska svar på teodicéproblemet inom religionsfilosofin. Hans fru, Marilyn McCord Adams, som också var  filosof, specialiserade sig på medeltidens filosofi och religionsfilosofi.